# Dr. Bodrogvári Ferenc-díj
A Dr. Bodrogvári Ferenc-díjat Szabadka képviselő-testülete olyan 40 évnél fiatalabb alkotóknak ítéli oda, akik alkotásaikkal és tetteikkel hozzájárultak a város kulturális életének fejlődéséhez. A díj minden évben egyszer kerül kiosztásra, június 22-én, dr. Bodrogvári Ferenc filozófus születésnapján. A díjat 1979-ben Sámán-díj néven a névadó dr. Bodrogvári Ferenc nyerte el, majd hirtelen bekövetkezett halála után 1980-ban a díjat róla nevezték el.[forrás?]

## Díjazottak
- 1979. Dr. Bodrogvári Ferenc
- 1980.
- 1981.
- 1982. Ivan Jandrić
- 1983. Ana Bešlić
- 1984.
- 1985. Slavko Matković
- 1986.
- 1987. Stipan Jaramazović
- 1988. Marija Šimoković
- 1989.
- 1990.
- 1991. Marko Peić, Grgo Bačlija
- 1992. Marija Šimoković
- 1993.
- 1994.
- 1995.
- 1996. Magyar László
- 1997. Tolnai Ottó
- 1998. Augustin Juriga
- 1999.
- 2000. Milovan Miković
- 2001. Lovas Ildikó, Boško Krstić, Ana Bukvić Ivković, különdíj: Olga Kovačev Ninkov, Siflis Zoltán, Smiljan Njagul
- 2002. Alojzije Stantić, Nemes Fekete Edit, Vera Gabrić Počuča, Bela Duranci, különdíj: Mess Attila, Berislav Skenderović, Stevan Tonković Pipuš
- 2003. Rajko Ljubič, Ljubica Ristovski, Emil Libman, különdíj: Etnokor zenekar, Erika Janovič, Boros György, Magyar László, Tomislav Žigmanov,
- 2004.
- 2005. Magyar László, Suhajda Zita , Darko Varga, Raffai Judit, különdíj: Szalma Laszló, Pálffy Ervin, Ljiljana Ilić Krtinić, Szabadkai Gyermekszínház
- 2006. Paskó Csaba, Dévavári Beszédes Valéria, Stevan Mačković, különdíj: Vojislav Sekelj, Katarina Čeliković, Iskon zenekar, Bakos Árpád
- 2007.
- 2008.
- 2009. Ksenija Kovačević, Görög Noémi, Antal László
- 2010. Vladimir Miletin, Stipan Milodanović, Gabor Bunford
- 2011. Görög Enikő, Miloš Nikolić, Slobodan Vladušić
- 2012. Lea Vidaković, Maja Rakočević Cvijanov,
- 2013. Mirna Mirkov Stes, Molnár Edvárd, Béres Márta
- 2014. Saša Grunčić, K. Kovács Ákos, Dejan Vujinović
- 2015. Andrej Boka, Kanyó Ervin, Dušan Svilar [1]
- 2016. Natalija Raičević, Csík Mónika, Željka Zelić [2]
- 2017. Igor Halasević, Kozma Laura, Pesti Emma [3]
- 2018. Berta Sonja, Brenner János, Miroslav Idić [4]
- 2019.
- 2020. Rózsa Zsombor [5]